# 深町友里恵
深町 友里恵（ふかまち ゆりえ、1992年3月1日 - ）は、山口県出身の日本の女優・タレント。
特技：テコンドー、英会話、ダイエット
株式会社トミーズ芸能社所属。

## 略歴

### 女優として
CM、映画、舞台を中心に女優として活動。
2020年
・山村美紗サスペンス「小説家探偵鍋島仙太～百人一首殺人事件～」 ‐ 出演
・舞台「無音」　中目黒キンケロシアター ‐ 出演
・BS11「コーヒーの時間～至福のひととき～」 ‐ 出演
・webCM 「ライフ・アフター」 ‐ 出演
2021年
・Amazon prime video　ドラマ「束縛彼女」 ‐ ピノコ役
・園子温監督作品「prisoners of the ghostland」 ‐ 出演

### ウクレレアーティストとして
2011年ウクレレ世界チャンピオンのjazzoomcafeに師事し上海国際楽器展覧会など様々な活動を展開。

## 受賞歴
ミスオクトーバーフェスト2019年　特別賞受賞

## 出演

### 映画
- 月下慄然の星・帝都綺撣-君子 役
- 大舞台は頂いた! - 糀谷ミナミ 役
- 無頼 ‐ 出演
- 幽霊はわがままな夢を見る - ユリ役[1]（2023年夏公開予定）

### 舞台
- TOKYO FANBOY - ゆりり 役
- 東京ギルド001 - 増田加世 役
- ロストワールド - 小室麻里 役
- 獅子-高井絹代-宮城照子 役
- BACHIDAKO-吉田恵子 役
- フォーエバーヤング-中道萌子 役
- 翠…そして見知らぬ我が家 ‐ 出演

### テレビ・ラジオ
- 千葉テレビ《魔法少女てんてるマロン》 大人キラリーナ役
- BS フジ・ワッチミー!TVxTV ワッチミーナシーズン4候補生
- 日本テレビ『エンジェル・ハート』出演
- 『女子達の酒場訪問記』メインリポーター
- ガリットチュウ『キスがしたい』
- Radio KZOO・AM1210(ホノルル)
- NBC 長崎放送『あっぷる』、『ときめきバザール J-BOSCO レポート』
- NCC 長崎文化放送・金曜 20 時 55 分『天気予報フィラー』
- カモン FM『ARTisTALK』
- FM Salus『HappyウクレレTIME』
- 角川・アスキー2018 カレンダーモデル

### CM
- 資生堂 Web モデル、資生堂『2015 秋の新作タッチアップイベント』
- 長崎建創イメージキャラクター・TV-CM『女優への夢』篇
- 株式会社スパイスワークス沖縄エリアフランチャイズ CM「串カツ田中」
- FENGMUS(台湾)社・LEHO キャラクター
- ZMP・自動運転システム インフォマーシャル、KDDIwebCM
- 日本新薬 PV『昨日の私とは違う』篇、クオーレ WEB・CM
- RollingCoconut 誌・LEHO 広告イメージ
- 他：ヘーベルハウス HP、Google America web movie 「マルコメ」

### ウクレレ演奏
- My ハワイ(ホノルル)
- ふなばしハワイアンフェスティバル
- 名古屋ウクレレパフォーマンスコンテスト
- ウクレレピクニック inHawaii2016 Lina Lina メンバー
- 『日刊サン』『aloha street』他 (ハワイ・ホノルル地元紙取材)
- 環太平洋ウクレレフェスティバル参加(台湾・高雄)
- ウクレレピクニック 2016in 横浜
- IWAO’s Jam Party OYAMA Aloha Festival2016
- 九州ガス『秋のガス祭り』
- JazzoomCafe&Friends Ukulele Concert HK(香港)
- 上海国際楽器展 Music China2016 ステージ(上海)
- 海響館カウントダウン(下関)
- 台湾ウクレレフェスティバル・2017(新竹)
- 『ウクレレダイエット』『だいじなもの』CD 日本、台湾同時発売
- ウクレレピクニック 2017in 横浜メインステージゲスト MC
- ウクレレワンダーランドMC
- TowerRecordsAutumnUkuleleChampionLive